# Фуран
Фуран (оксол, 1-оксациклопента-2,4-диен) — органическое соединение с формулой C4H4O. Пятичленный гетероцикл с одним атомом кислорода. Представляет собой бесцветную жидкость с характерным запахом, напоминающим хлороформ. Родоначальник большой группы органических соединений, многие из которых имеют практическое значение, например фурфурол, тетрагидрофуран, α-метилфуран.

## История
Фуран был впервые синтезирован в 1870 году.

## Физические свойства
Бесцветная горючая жидкость с запахом хлороформа, tкип 31,33 °C.
Фуран является ароматическим соединением с шестью p-электронами.

## Получение
Фуран можно получить декарбоксилированием пирослизевой кислоты или декарбонилированием фурфурола в газовой фазе.

### Производные
Существует три основных метода синтеза замещённых фуранов:
- синтез Пааля — Кнора — циклизация 1,4-дикарбонильных соединений в присутствии катализаторов кислой природы (P2O5, ZnCl2, кислых ионообменных смол). Распространение метода ограничено низкой доступностью исходных 1,4-дикарбонильных соединений.
- синтез Фейста — Бенари — реакция α-галогенкетонов с 1,3-дикарбонильными соединениями;
- дегидратация фруктозы — дегидратация трех молекул воды от фруктозы приводит к образованию 5-(гидроксиметил)фурфурола;

## Химические свойства

### Полимеризация
Чистый фуран легко полимеризуется под действием кислот.

### Электрофильное замещение
Для фурана характерны различные реакции электрофильного замещения. Однако низкая устойчивость этого соединения требует проведения реакций в мягких условиях.

### Циклоприсоединение
В реакцию Дильса — Альдера фуран вступает как диен.

## Применение
Фуран — промежуточный продукт в синтезе тетрагидрофурана, используется также для получения пиррола (реакцией с NH3 в присутствии Al2O3).